# Олимпийский стадион (Ашхабад)
Олимпи́йский стадио́н и́мени Сапармура́та Туркменбаши́ (туркм. Saparmyrat Türkmenbaşy adyndaky Olimpiýa Stadiony) — многоцелевой стадион в Ашхабаде — столице Туркменистана, открытый в 2001 году и разрушенный в 2013 году. Стадион вмещал 35 000 зрителей, и до своего разрушения являлся крупнейшим по вместимости стадионом в Туркменистане, главным стадионом страны. Стадион был назван в честь первого и пожизненного президента Туркменистана с 1991 года по 2006 год — носящего титул Туркменбаши́ (Глава туркмен) — Сапармура́та Ния́зова (1940—2006).
На стадионе в основном проводились футбольные матчи. Олимпийский стадион имени Сапармурата Туркменбаши являлся домашней ареной для сборной Туркменистана по футболу, наряду со стадионами «Копетдаг» (вмещает 26 000 зрителей) и «Ашхабад» (вмещает 20 000 зрителей). На стадионе некоторые свои международные матчи проводили ашхабадские футбольные клубы, а также юношеская, молодёжная и женская сборные Туркменистана. Здесь же проводились некоторые финалы национальных кубков страны. Также стадион использовался для проведения соревнований и по другим видам спорта, таким как легкая атлетика (на стадионе имелись беговые дорожки и прочая инфраструктура). На этой арене проводились различные праздники, торжества и мероприятия, концерты и выступления.
Строительство стадиона началось в 1999 году, и было завершено в 2001 году. В том же году состоялось торжественное открытие стадиона. При открытии, стадион вмещал 30 тысяч зрителей. В 2003 году стадион был полностью реконструирован, в 2007 году еще раз реконструирован, и по итогам реконструкции, стадион стал вмещать 35 тысяч зрителей. В 2013 году было решено закрыть стадион, и впоследствии его разрушить. На месте было решено построить совершенно новый суперсовременный стадион, вмещающий 45 тысяч зрителей — Ашхабадский Олимпийский стадион, для проведения Азиатских игр по боевым искусствам и состязаниям в помещениях 2017, который прошел с 17 по 27 сентября 2017 года. Вместе с новым стадионом, началось строительство крупного Ашхабадского Олимпийского городка для этих игр. Строительство стадиона и Олимпийского городка завершились в 2016 году, а открытие состоялось в 2017 году.